# كارين هاردينغ
كارين هاردينغ (بالإنجليزية: Karen Harding)‏ هي مغنية بريطانية، ولدت في 18 نوفمبر 1991 في إنجلترا في المملكة المتحدة.

## وصلات خارجية
- الموقع الرسمي
- كارين هاردينغ على موقع ميوزك برينز (الإنجليزية)
- كارين هاردينغ على موقع أول ميوزيك (الإنجليزية)
- كارين هاردينغ على موقع ديسكوغز (الإنجليزية)